# Heinersdorf (Bechhofen)

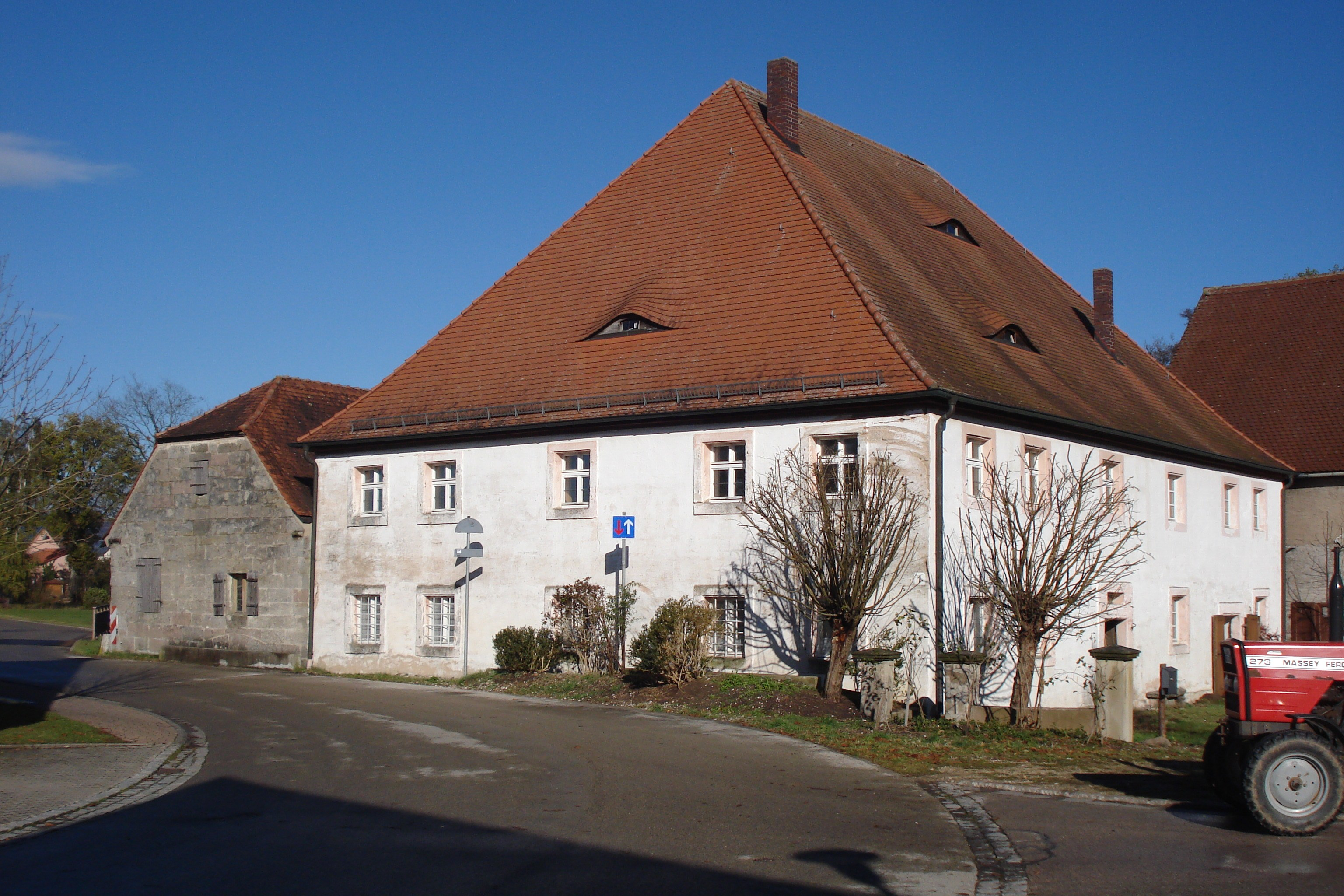
Heinersdorfer Mühle

Heinersdorf ist ein Gemeindeteil des Marktes Bechhofen im Landkreis Ansbach (Mittelfranken, Bayern). Heinersdorf liegt in der Gemarkung Birkach.
Wahrzeichen des Ortes und überregional bedeutendes Baudenkmal ist die 1458 erstmals erwähnte Heinersdorfer Mühle.

## Geografie
Das Dorf liegt am Südufer der Wieseth direkt dem Ort Fröschau gegenüber. Der Kesselbach mündet im Ort als rechter Zufluss in die Wieseth. Im Süden grenzt das Waldgebiet Ellenbach an, im Westen liegt das Flurgebiet Kessel. Eine Gemeindeverbindungsstraße führt zur Staatsstraße 2221 (0,3 km südwestlich) bzw. nach Fröschau zur Kreisstraße AN 57 (0,3 km nördlich). Eine weitere Gemeindeverbindungsstraße führt zur Burgstallmühle (1 km östlich).

## Geschichte
Der Ort wurde 1249 als „Hoienarsdorf“ erstmals urkundlich erwähnt, als das Kloster Heilsbronn dort Güter erwarb. Im 15. Jahrhundert kaufte das Kloster weitere Güter von der Adelsfamilie von Holzingen.
Heinersdorf lag im Fraischbezirk des ansbachischen Oberamtes Wassertrüdingen. Die Dorf- und Gemeindeherrschaft und die Grundherrschaft über alle Anwesen hatte das ansbachische Verwalteramt Waizendorf. Gegen Ende des 18. Jahrhunderts gab es 13 Anwesen (1 Mühle, 1 Wirtschaft, 1 Hof, 2 Güter, 7 Gütlein, 1 Tropfhäuslein).
Von 1797 bis 1808 unterstand der Ort dem Justiz- und Kammeramt Wassertrüdingen.
1806 kam Heinersdorf an das Königreich Bayern. Infolge des Gemeindeedikts wurde der Ort dem 1809 gebildeten Steuerdistrikt und Ruralgemeinde Unterkönigshofen zugeordnet. 1818 entstand die Ruralgemeinde Birkach, zu der Burgstallmühle, Fröschau, Heinersdorf, Röttenbach und Rottnersdorf gehörten. 1870 wurde diese nach Heinersdorf umbenannt. Die Gemeinde hatte eine Gebietsfläche von 10,488 km².
Die Gemeinde Birkach/Heinersdorf war in Verwaltung und Gerichtsbarkeit dem Landgericht Wassertrüdingen zugeordnet und in der Finanzverwaltung dem Rentamt Wassertrüdingen (1919 in Finanzamt Wassertrüdingen umbenannt, 1932–1973 Finanzamt Gunzenhausen, seit 1973 Finanzamt Ansbach). Die Gerichtsbarkeit blieb beim Landgericht Wassertrüdingen (1879 in Amtsgericht Wassertrüdingen umbenannt), von 1956 bis 1970 war das Amtsgericht Gunzenhausen zuständig und von 1970 bis 1973 das Amtsgericht Dinkelsbühl, das seit 1973 eine Zweigstelle des Amtsgerichtes Ansbach ist. Die Verwaltung übernahm 1862 das neu geschaffene Bezirksamt Dinkelsbühl (1939 in Landkreis Dinkelsbühl umbenannt). 1971 kam die Gemeinde zum Landkreis Feuchtwangen und 1972 schließlich an den Landkreis Ansbach.
Im Zuge der Gebietsreform in Bayern wurde Heinersdorf am 1. Juli 1971 nach Bechhofen eingemeindet.

### Baudenkmäler
- Haus Nr. 1: Mühlenanwesen; Hauptbau, Wohngebäude, zweigeschossiger Walmdachbau, bez. 1764; Sägehaus, eingeschossiges Gebäude mit Halbwalmdach, massiv und Fachwerk, bez. 1853; Nebengebäude, Stall eingeschossiger Satteldachbau, Natursteinmauerwerk, zweite Hälfte des 19. Jahrhunderts, erstmalige Erwähnung 1458.[15]
- Am Kirchweg: Spätmittelalterliches Steinkreuz, am Weg nach Rottnersdorf, etwa 700 m außerhalb des Orts.[15]

### Einwohnerentwicklung
Gemeinde Heinersdorf
| Jahr      | 1818   | 1840   | 1852   | 1855   | 1861   | 1867   | 1871   | 1875   | 1880   | 1885   | 1890   | 1895   | 1900   | 1905   | 1910   | 1919   | 1925   | 1933   | 1939   | 1946   | 1950   | 1952   | 1961   | 1970   |
| Einwohner | 247    | 266    | 268    | 272    | 297    | 281    | 284    | 260    | 270    | 287    | 283    | 276    | 264    | 275    | 274    | 276    | 277    | 261    | 262    | 383    | 375    | 326    | 288    | 323    |
| Häuser    | 44     | 50     |        |        |        |        | 51     |        |        | 54     | 54     |        | 56     |        |        |        | 52     |        |        |        | 58     |        | 62     |        |
| Quelle    | [ 17 ] | [ 18 ] | [ 19 ] | [ 19 ] | [ 20 ] | [ 21 ] | [ 22 ] | [ 23 ] | [ 24 ] | [ 25 ] | [ 26 ] | [ 27 ] | [ 28 ] | [ 27 ] | [ 29 ] | [ 27 ] | [ 30 ] | [ 27 ] | [ 27 ] | [ 27 ] | [ 31 ] | [ 27 ] | [ 12 ] | [ 32 ] |

Ort Heinersdorf
| Jahr      | 001818 | 001840 | 001861 | 001871 | 001885 | 001900 | 001925 | 001950 | 001961 | 001970 | 001987 | 002001 | 002011 | 002017 | 002023 |
| Einwohner | 126 *  | 82     | 69     | 88     | 84     | 74     | 86     | 92     | 72     | 96     | 91     | 86     | 96     | 85     | 98     |
| Häuser    | 22 *   | 15     |        |        | 15     | 17     | 15     | 16     | 19     |        | 30     |        |        |        |        |
| Quelle    | [ 17 ] | [ 18 ] | [ 20 ] | [ 22 ] | [ 25 ] | [ 28 ] | [ 30 ] | [ 31 ] | [ 12 ] | [ 32 ] | [ 33 ] | [ 34 ] |        | [ 35 ] | [ 1 ]  |

## Religion
Der Ort ist seit der Reformation evangelisch-lutherisch geprägt und war ursprünglich nach St. Maria (Königshofen an der Heide) gepfarrt, seit Mitte des 20. Jahrhunderts ist die Pfarrei St. Johannis (Bechhofen) zuständig. Die Katholiken sind nach Herz Jesu (Bechhofen) gepfarrt.